# Orda (Białoruś)
Orda (biał. Арда, Arda; ros. Орда, Orda) – agromiasteczko na Białorusi, w obwodzie mińskim, w rejonie kleckim, w sielsowiecie Szczepicze.

## Historia
W XIX i w początkach XX w. położona była w Rosji, w guberni mińskiej, w powiecie słuckim. 
W dwudziestoleciu międzywojennym leżała w Polsce, w województwie nowogródzkim, w powiecie nieświeskim, w gminie Kleck. W 1921 miejscowość liczyła 374 mieszkańców, zamieszkałych w 67 budynkach, wyłącznie Polaków. 176 mieszkańców było wyznania prawosławnego, 119 rzymskokatolickiego i 79 muzułmańskiego.
Po II wojnie światowej w granicach Związku Sowieckiego. Od 1991 w niepodległej Białorusi.

## Ludzie związani z miejscowością
- Piotr Kucharczyk – białoruski fizyk i polityk; urodzony w Ordzie